# Нуслох
Нуслох (нім. Nußloch) — громада в Німеччині, знаходиться в землі Баден-Вюртемберг. Підпорядковується адміністративному округу Карлсруе. Входить до складу району Рейн-Неккар.
Площа — 13,59 км2. Населення становить 11 244 ос. (станом на 31 грудня 2020).